# Nataša Dragun
Nataša Dragun (Zadar, 18. siječnja 1966.) samostalna glazbena umjetnica. Uz flautu, svira i blok flaute, okarinu, saksofon i kaval.

## Životopis
Nataša Dragun osnovno je i srednje obrazovanje završila u Puli. Diplomirala je hrvatski jezik i književnost i organizaciju kulturnih djelatnosti na Pedagoškom fakultetu u Rijeci. Počela je svirati s osam godina, kada se sama upoznala s blok flautom.

## Glazbene aktivnosti
Od 1998. svake godine u Puli organizira koncerte “Flauta, sax i prijatelji”. Nastupa solistički, te u brojnim komornim sastavima: “Evergrin kvartet”, kvartet “Pro et contra”, duo “Magic Flutes”, “Swinging Flutes”, trio “NaSaSa”, ansambl “5/8”. Članica je pulskih orkestara, surađuje sa suvremenim skladateljima. Članica je strukovnih udruga HDGU, HUOKU i HGU.
U Puhačkom orkestru grada Pule i njegovim sekcijama (Big Band Pula, Salonski orkestar) svira od osnutka. U razdoblju od 1995. do 1998. bila je članica Simfonijskog orkestra INK Pula. Solistički nastupa uz Istarski simfonijski i Europski komorni orkestar, Simfonijski orkestar INK Pula te Puhački orkestar grada Pule.
Nataša Dragun bilježi brojne nastupe u zemlji i inozemstvu (Slovenija, Bosna i Hercegovina, Crna Gora, Italija, Austrija, Češka, Njemačka), snimanja za radio i televizijske postaje. Sudjeluje na snimanju više nosača zvuka (Frottole, Musica Histriae Rediviva, Istarski puhači, Plavetnilo duše, Meduline selo moje). Suradnica je Pula Film Festivala. Svira i u orkestru DKUS-a Mendula iz Medulina te u ansamblu “Despina” Makedonskog kulturnog foruma iz Pule.
Organizacijom koncerata bavi se kao dio tima Puhačkog orkestra grada Pule i Istarskog pododbora HDGU-a te samostalno.

## Nagrade
Za knjigu stihova i za najboljeg studenta.